# Municipio de Cedar (condado de Pettis)
El municipio de Cedar (en inglés: Cedar Township) es un municipio ubicado en el condado de Pettis en el estado estadounidense de Misuri. En el año 2010 tenía una población de 909 habitantes y una densidad poblacional de 11,78 personas por km².

## Geografía
El municipio de Cedar se encuentra ubicado en las coordenadas 38°45′49″N 93°13′28″O / 38.76361, -93.22444. Según la Oficina del Censo de los Estados Unidos, el municipio tiene una superficie total de 77.14 km², de la cual 76,62 km² corresponden a tierra firme y (0,67 %) 0,52 km² es agua.

## Demografía
Según el censo de 2010, había 909 personas residiendo en el municipio de Cedar. La densidad de población era de 11,78 hab./km². De los 909 habitantes, el municipio de Cedar estaba compuesto por el 91,86 % blancos, el 1,65 % eran afroamericanos, el 1,43 % eran amerindios, el 0,66 % eran asiáticos, el 2,86 % eran de otras razas y el 1,54 % eran de una mezcla de razas. Del total de la población el 4,07 % eran hispanos o latinos de cualquier raza.